# Bobby Allison
Robert Arthur "Bobby" Allison, född 3 december 1937 i Miami, Florida, död 9 november 2024 i Mooresville i Iredell County, North Carolina, var en amerikansk racerförare och Nascar-teamägare. Han var äldre bror till Donnie Allison och far till Clifford och Davey Allison, som båda dog i en racingolycka, respektive i en flygolycka 1992 och 1993.

## Racingkarriär
Allison körde sitt första race i Nascar-cupen 1961 i Daytona 500. Han kom att vinna 85 race under karriären, och mästerskapstiteln 1983. Han vann Daytona 500 vid tre tillfällen, det sista av dessa före sonen Davey 1988. Senare samma säsong kraschade Allison på Pocono Raceway och skadade sig så allvarligt att hans Nascar-karriär var över. Han var även stallchef under en period, men slutade med det efter att inte ha nått några större framgångar. Hans och brodern Donnie Allisons slagsmål i direktsändning med den trefaldige mästaren Cale Yarborough efter Daytona 500 1979 var första gången Nascar hamnade i rampljuset i amerikansk media. Före 1979 hade Nascar inte sänts i TV mer än i korta sammandrag.
Han valdes 1993 in i International Motorsports Hall of Fame. Samma år dog hans son Clifford Allison under en träning på Michigan International Speedway. Året efter dog hans äldsta son Davey Allison i en helikopterolycka.

### Övriga Källor
- ”Bobby Allison Statistics” (på engelska). racing-reference.info. NASCAR Digital Media. https://www.racing-reference.info/driver/Bobby_Allison.